# Vladimir Kokol
Vladimir Kokol (Maribor, 3 januari 1972) is een voormalig profvoetballer uit Slovenië. Hij speelde als middenvelder bij onder meer SV Wildon en Olimpija Ljubljana.

## Interlandcarrière
Onder leiding van bondscoach Zdenko Verdenik maakte Kokol zijn debuut voor het Sloveens voetbalelftal op 12 oktober 1994 in de WK-kwalificatiewedstrijd tegen Oekraïne (0-0). Hij viel in dat duel na 78 minuten in voor verdediger Džoni Novak. Kokol speelde in totaal twaalf interlands, en scoorde één keer voor zijn vaderland.

## Erelijst
NK Mura
- Beker van Slovenië

1995
 NK Rudar Velenje
- Beker van Slovenië

1998
 NK Maribor
- Sloveens landskampioen

2001
 Olimpija Ljubljana
- Beker van Slovenië

2003